# Ocean Gypsy
Ocean Gypsy es el segundo álbum de estudio publicado en 1997 por el músico inglés Michael Dunford, bajo el nombre de Michael Dunford's Renaissance.
Este LP no es realmente un disco del grupo británico de rock progresivo de Renaissance, sino un trabajo solista de Dunford acompañado de la cantante estadounidense Stephanie Adlington.
A diferencia del primer trabajo de este proyecto, que era enfocado al pop rock, ahora las canciones son en formato acústico, acompañado de arreglos orquestales por parte de Richard Brown, director de la Royal Shakespeare Company.
Casi todos los temas son reinterpretaciones de piezas de la etapa clásica de Renaissance, solamente «Star Of The Show» y «The Great Highway» son nuevas composiciones.

## Lista de canciones
1. «Ocean Gypsy» (6:43)
2. «Things I Don't Understand» (4:29)
3. «Young Prince And Princess» (2:47)
4. «Carpet Of The Sun» (3:31)
5. «At The Harbour» (6:50)
6. «I Think Of You Part 2» (3:12)
7. «Star Of The Show» (3:43)
8. «Trip To The Fair» (7:05)
9. The Great Highway» (6:02)

## Integrantes
- Stephanie Adlington - voz principal, coros
- Michael Dunford - guitarra acústica, coros
- Richard Brown - piano, teclados, acordeón, arreglos de cuerdas, instrumentos de viento
- Alan Daniels - teclados
- Jimmy Hastings - flauta, flautín, saxofón soprano
- David Woolgar - bajo
- Rod Brown - percusiones
- Rob Williams - coros

Letras:
- Betty Thatcher - todos los temas de Renaissance
- Jude Alderson - pista 9[2]